# Gentianella punicea
Gentianella punicea är en gentianaväxtart som först beskrevs av Hugh Algernon Weddell, och fick sitt nu gällande namn av Josef Holub. Gentianella punicea ingår i släktet gentianellor, och familjen gentianaväxter. Inga underarter finns listade i Catalogue of Life.